# Grands prix de l'humour noir
Les Grands Prix de l'humour noir sont des récompenses littéraires et culturelles créées en 1954 par Tristan Maya.

## Présentation
Les prix sont au nombre de quatre, :
- le prix Xavier-Forneret récompensant l'auteur d'une œuvre littéraire ;
- le prix Grandville récompensant un dessinateur ;
- le Prix du spectacle ;
- le Prix du disque, créé en 1960, qui n'est plus attribué à l'heure actuelle (sauf à titre exceptionnel, pour l'album de Brigitte Fontaine Prohibition en 2010).

La remise des prix se fait au restaurant Le Procope à Paris, chaque mardi gras. Les lauréats sont ceints d'écharpes funéraires libellées à leur nom.

## Composition du jury
- Franz Bartelt
- Bertrand Beyern (président)
- Patrice Delbourg
- Éric Dussert
- Yves Frémion
- Dominique Noguez
- Barbara Pascarel
- Patrick Rambaud
- Jacques Vallet
- Christian Zeimert

### Liste non exhaustive d'anciens membres
- Hervé Bazin
- Marcel Bisiaux
- Pierre Dac
- Jean Fougère
- Bernard Haller
- Eugène Ionesco
- Sylvie Joly
- Théodore Koenig
- Jean-Paul Lacroix
- Jean L'Anselme
- Gabrielle Marquet
- Suzanne Prou
- Raymond Queneau
- Yak Rivais

## Liste des lauréats

### Grand prix de l'humour noir Grandville
- 1957 : Siné pour Complainte sans Paroles
- 1958 : Félix Labisse pour Le Sorcier des familles
- 1959 : Pierre Barret pour Monstres en liberté
- 1960 : revue Haute Société dirigée par Jacques Houbart
- 1961 : Roland Topor pour Anthologie
- 1962 : Ylipe pour Aqua Toffana
- 1964 : Tetsu pour La Vie est belle
- 1966 : Copi pour son anthologie de dessins dans la collection « Humour secret » aux Éditions René Julliard
- 1969 : Gourmelin
- 1970 : Bosc pour Je t'Aime
- 1972 : Bonnot (Claude Favard) pour 60 dessins d'observation faits à la maison
- 1973 : Claude Serre pour Humour noir et Hommes en blanc
- 1974 : Soulas
- 1976 : Fernando Puig Rosado pour 72 dessins d'observation faits comme des rats
- 1977 : Tardi pour Les Aventures extraordinaires d'Adèle Blanc-Sec
- 1979 : Christian Zeimert
- 1980 : Roman Cieslewicz pour l'ensemble de son œuvre
- 1981 : Quino
- 1982 : Arslan
- 1985 : Gilbert Giboudeau pour Humeur comtoise
- 1986 : Michel Granger pour L'État des lieux
- 1987 : Kerleroux
- 1988 : Plantu
- 1990 : Trez
- 1991 : André Chabot
- 1992 : Blachon pour l'ensemble de son œuvre
- 1994 : Piem
- 1998 : Tronchet
- 1999 : Riss
- 2000 : Raoul Cauvin et Marc Hardy
- 2001 : Voutch
- 2002 : Claire Bretécher
- 2003 : Etienne Lécroart
- 2004 : Sajtinac
- 2005 : Jean-Yves Ferri pour Revoir Corfou
- 2006 : Olivier O. Olivier pour Notre monde, ou presque
- 2007 : François Boucq pour Les Aventures de la mort et de Lao Tseu, tome 3 : www.la-mort.fr
- 2008 : Andy Riley pour Le Coup du lapin
- 2009 : Medi Holtrop pour Plaisir (Orbis Pictus)
- 2010 : Martial Leiter pour Guerre(s) (Humus)
- 2011 : Cardon pour Vu de dos (L'échappée)
- 2012 : Jean-Pierre Cagnat pour Petits et méchants (Le Castor astral)
- 2013 : Quentin Faucompré pour Tarot de Mars

### Grand Prix de l'humour noir du spectacle
- 1964 : Jean-Christophe Averty pour Les Raisins verts
- 1966 : Georges Pillement pour Pièces cyniques
- 1979 : Guy Foissy pour La Dame au violoncelle
- 1986 : Daniel Prevost pour Mesures d’urgence
- 1998 : Hervée de Lafond et Jacques Livchine
- 1999 : Jean-Claude Vannier
- 2000 : Sophie Forte
- 2001 : Dany Boon
- 2002 : Fellag
- 2003 : Dieudonné
- 2004 : le Quatuor
- 2005 : L'équipe du Groland pour 7 jours au Groland
- 2006 : Romain Bouteille pour l’ensemble de son œuvre
- 2007 : Didier Bénureau
- 2008 : Yolande Moreau
- 2009 : Patrick Robine
- 2010 : Albert Dupontel
- 2011 : Gauthier Fourcade
- 2012 : Denis Lavant
- 2013 : Jonathan Lambert

### Grand prix de l'humour noir Xavier-Forneret
- 1954 : Roger Rabiniaux pour Un roi fantôme (Seghers)
- 1955 : Jean Duperray pour Harengs frits au sang (Gallimard)
- 1956 : Ambrose Bierce pour Histoires impossibles (Grasset)
- 1957 : René de Obaldia pour Fugue à Waterloo (Julliard)
- 1958 : Léo Malet pour Les Nouveaux Mystères de Paris (Fleuve Noir)
- 1959 : Raymond Queneau pour Zazie dans le métro (Gallimard)
- 1960 : François Caradec pour Monsieur Tristecon pour chef d’entreprise (Temps mêlés)
- 1961 : Jacques Sternberg pour L’Employé (Minuit)
- 1962 : Maurice Lelong pour Célébration de l’art militaire (Robert Morel) et Gabrielle Marquet pour Le Sourd-muet (Gallimard)
- 1963 : André Ruellan pour Manuel du savoir-mourir (Horay)
- 1964 : Sławomir Mrożek pour L’Éléphant (Albin Michel)
- 1965 : Boileau-Narcejac pour … Et mon tout est un homme (Denoël)
- 1966 : Jean Fougère pour Les Nouveaux Bovidés (Table Ronde)
- 1967 : Hervé Bazin pour Plumons l’oiseau (Grasset)
- 1968 : Ange Bastiani pour Le Bréviaire du crime (Solar)
- 1969 : Yolande Paris pour Une fève et deux étages (Losfeld)
- 1970 : Jean Anglade pour Le Point de suspension (Gallimard) et François Valorbe pour Voulez-vous vivre en EPS ? (Bourgois)
- 1971 : Yak Rivais pour Le Condottiere (Belfond)
- 1972 : Joseph Joliet pour J’ai mort (Robert Morel)
- 1973 : Michel Dansel pour Au Père-Lachaise (Fayard)
- 1974 : Roland Dubillard pour l’ensemble de son œuvre.
- 1975 : Patricia Highsmith pour L’Amateur d’escargots (Calmann-Lévy)
- 1976 : Roald Dahl pour La Grande Entourloupe (Gallimard)
- 1977 : André Blavier pour Occupe-toi d’homélies (Cheval d’attaque)
- 1978 : Henri Gougaud pour Le Grand Partir (Seuil)
- 1979 : Éric Losfeld pour  Endetté comme une mule (Belfond)
- 1980 : Paul Thierrin pour Buffet froid (Table Ronde)
- 1981 : Max Aub pour Crimes exemplaires (Phébus)
- 1982 : Daniel Apruz pour Les Pendules de Malac (Calmann-Lévy)
- 1983 : Maurice Rheims pour Le Saint Office (Gallimard)
- 1984 : Alejandro Jodorowsky pour Le Paradis des perroquets (Flammarion)
- 1985 : Marcel Bisiaux pour Mécontes (Horay)
- 1986 : Tom Sharpe pour l’ensemble de son œuvre et Marcel Bénabou pour Pourquoi je n'ai écrit aucun de mes livres
- 1987 : Maurice Roche pour Je ne vais pas bien pour mais il faut que j’y aille (Seuil)
- 1988 : Jean Guerreschi pour Montée en première ligne (Julliard)
- 1989 : Hugo Claus pour L’Espadon (de Fallois) et L’Amour du prochain (Maren Sell)
- 1990 : Pascal Samain pour Les Trous de la rue Lartoil (Julliard)
- 1991 : Jean-Paul Dubois pour Vous aurez de mes nouvelles (Seuil)
- 1992 : Georges Kolebka pour Dépressions sur une partie de la France (Seghers)
- 1993 : Jean-Baptiste Harang pour Le Contraire du coton (Grasset)
- 1994 : Non décerné
- 1995 : Jean-Pierre Verheggen pour Ridiculum vitae (La Différence) et pour l’ensemble de son œuvre.
- 1996 : Non décerné
- 1997 : Non décerné (prix unique remis à un spectacle)
- 1998 : Odile Massé pour Tribu (Mercure de France)
- 1999 : Dominique Noguez pour Cadeaux de Noël (Zulma)
- 2000 : Jean-Marie Gourio pour L’Eau des fleurs (Julliard)
- 2001 : Franz Bartelt pour Les Bottes rouges (Gallimard)
- 2002 : Gérard Mordillat pour Madame Gore (Eden)
- 2003 : Iegor Gran pour O.N.G. ! (P.O.L.)
- 2004 : Joël Egloff pour Ce que je fais là pour assis par-terre (Rocher)
- 2005 : Serge Joncour pour L’Idole (Flammarion)
- 2006 : Pascal Garnier pour Flux (Zulma)
- 2007 : Régis Jauffret pour Microfictions (Gallimard)
- 2008 : Jean-Bernard Pouy pour Le Petit Bluff de l’alcootest (La Branche) et pour l’ensemble de son œuvre.
- 2009 : André Stas pour Entre les poires et les faux mages (Cendres)
- 2010 : Jacques-André Bertrand pour Les Autres c’est rien que des sales types (Julliard) et pour l’ensemble de son œuvre.
- 2011 : Pierre Autin-Grenier pour C’est tous les jours comme ça (éditions Finitude) et pour l’ensemble de son œuvre.
- 2012 : Philippe Caubet et Léa Lund pour Le Guide des gens 2012 (Noir sur Blanc)
- 2013 : Jaime Montestrela pour Contes liquides (l’Attente, traduit du portugais par Hervé Le Tellier)[4]

### Grand Prix de l'humour noir du disque
- 1966 : Pierre Doris pour C’est spécial !… n° 2
- 1984 : Antonio Tamayo alias Théophile pour La vie est un jingle